# Лингг, Герман
Герман Лингг (с 1890 года — Герман фон Лингг) (22 января 1820, Линдау — 18 июня 1905, Мюнхен, Германская империя) — немецкий поэт, прозаик, драматург, медик, доктор наук.

## Биография

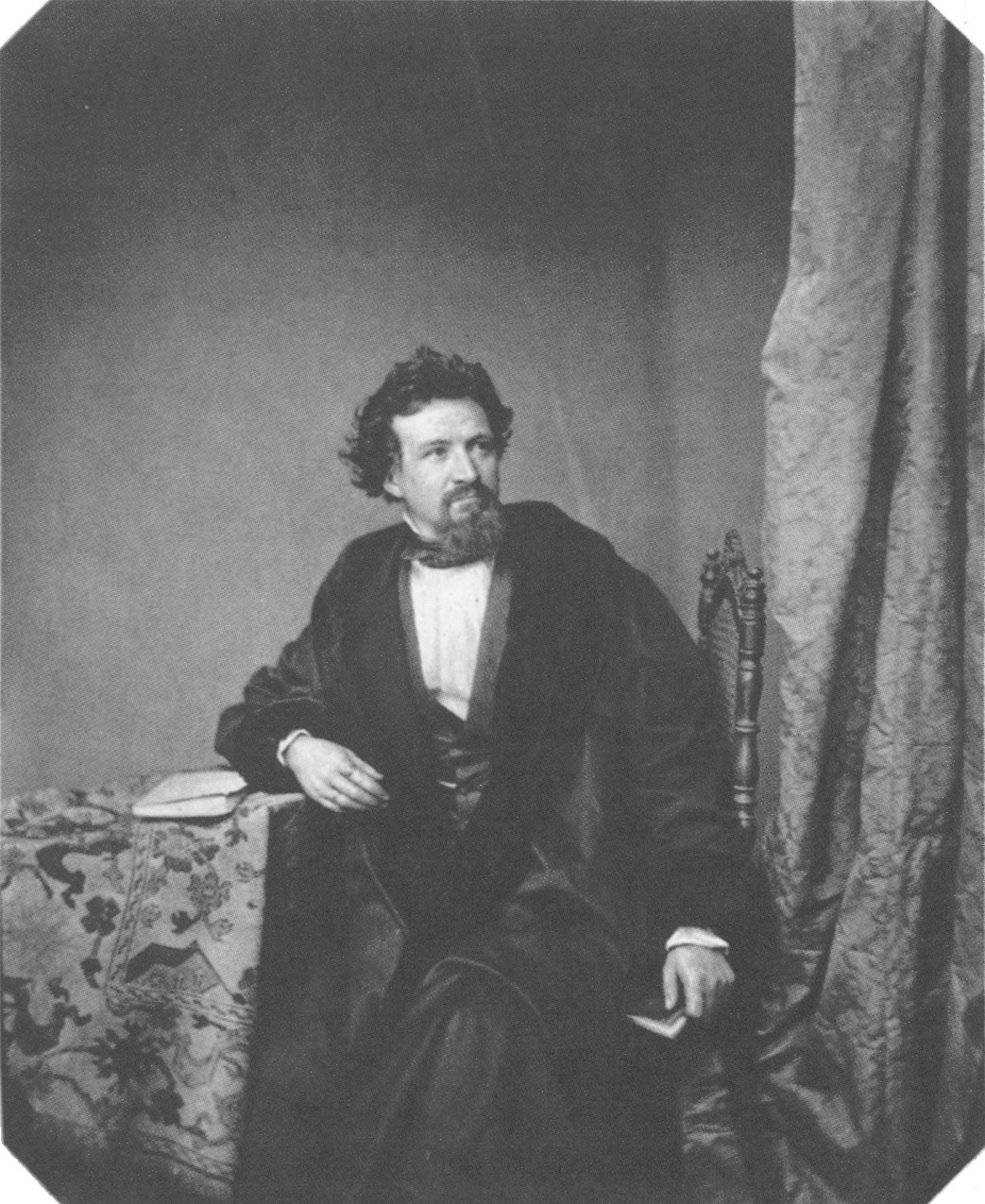
Герман Лингг, около 1860 г.

Родился в Баварии. Изучал медицину в университетах Мюнхена, Фрайбурга, Берлина и Праги. В июне 1843 года получил докторскую степень в Мюнхене. Служил в баварской армии в качестве врача. Участвовал в подавлении революции 1848—1849 годов в Великом герцогстве Баден.
Пережил тяжелую депрессию, до марта 1850 года лечился в госпитале. Вышел в отставку, поселился в Мюнхен, где жил при финансовой поддержке короля Баварии Максимилиана II, занимался исключительно изучением истории и творческой деятельностью.

## Творчество
Автор стихов, пьес, повестей и рассказов. Поэт замечательно богатой фантазии.
Уже появление в 1854 году его первых стихотворений (7 изд., 1871) с рекомендацией Э. Гейбеля, сразу обратило на него внимание. Благосклонно были также приняты и следующие 2 сборника стихотворений, драматическая поэма «Валкирии» (1864; 2 изд. 1865), трагедия «Катилина» (1864) и другие драмы, а также «Переселение народов» («Die Volkerwanderung», 1866—1868; 2 изд. 1892), обширная историческая хроника-поэма. В ней много удачных подробностей, поэтических образов и картин. Он написал также: «Vaterländische Balladen u. Gesänge» (Мюнхен, 1869), «Dunkle Gewalten» (рассказы, 1872), «Schlusssteine» (стихотворения, Берлин, 1878), «Византийские новеллы» (там же, 1881), «Von Wald und See» (повести, 1883), «Клития» (1883; 2 изд., 1887), «Hognis letzte Heerfahrt. Nordische Szene» (1884) и др.

## Награды
- Кавалер Баварского ордена Максимилиана «За достижения в науке и искусстве»
- Орден Гражданских заслуг Баварской короны
- Почётный гражданин г. Линдау
- Почётный гражданин Мюнхена